# Gaußsches Doppelobjektiv

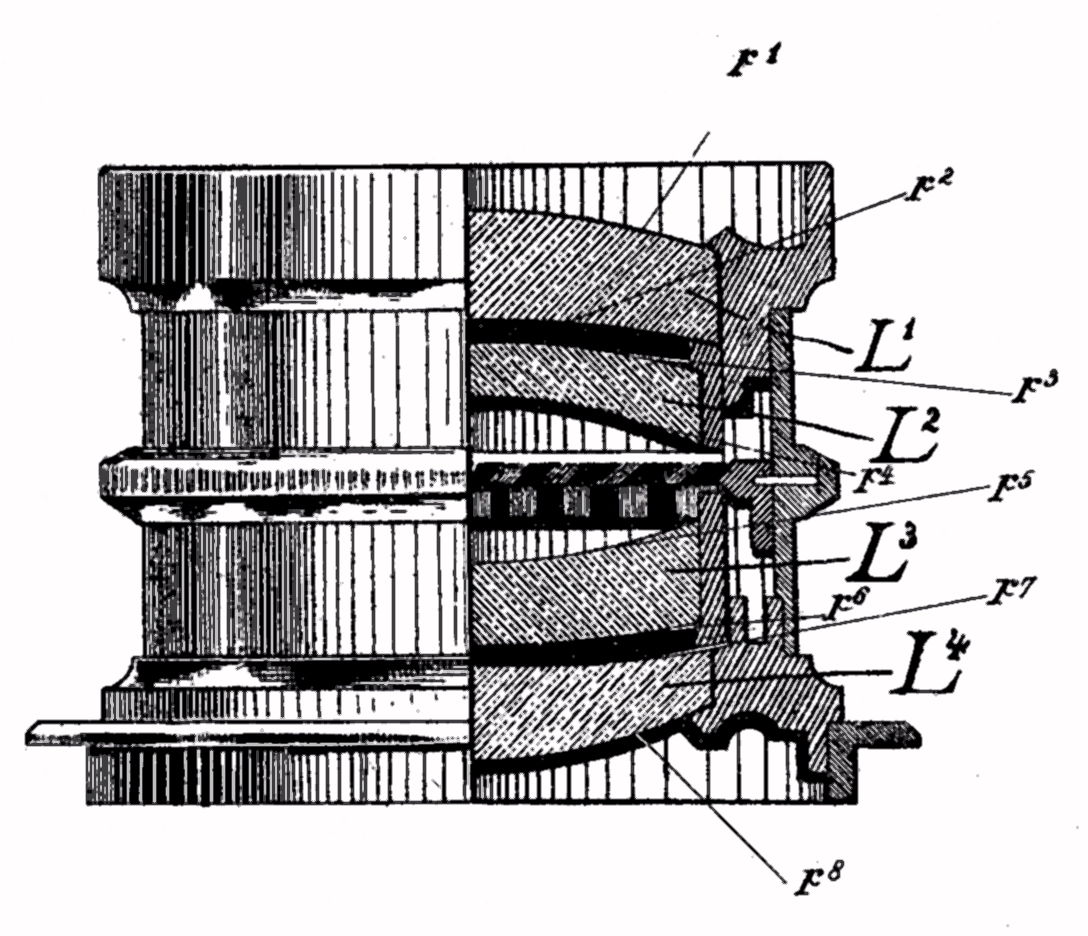
Das Aristostigmat von Meyer-Optik ist ein vierlinsiges Gaußsches Doppelobjektiv

Das Gaußsche Doppelobjektiv ist ein ursprünglich vierlinsiges, symmetrisches Objektiv, dessen Grundbauart noch heute in vielen Kameras eingesetzt wird. Auf Grundlage einer Konstruktion von Carl Friedrich Gauß entwickelte Alvan Clark Ende des 19. Jahrhunderts dieses Objektiv.

## Grundkonstruktion
1817 arbeitete Carl Friedrich Gauß an der Verbesserung der Objektive für Linsenfernrohre. Er berechnete eine Linsenkombination, die für Mittel- und Randstrahlen frei war von sphärischer und chromatischer Aberration. Gauss kombinierte eine vordere positive mit einer hinteren negativen Linse und erhielt so wie Fraunhofer ein Doublet mit Luftspalt. Auch bei der gaußschen Version war die sphärische Aberration nicht mehr von der Wellenlänge des Lichts abhängig. Diese Objektive wurden jedoch selten in der Astronomie verwendet und mehrfach kommerziell hergestellt (Steinheil 1861, Alvan Clark 1877, Carl Zeiss 1896).
Um vor Erfindung der Anti-Reflexionsbeschichtungen störende Reflexe zu reduzieren, setzten die Konstrukteure auf den Einsatz stark gekrümmter Meniskuslinsen.
Alvan Clark fügte 1888 zwei dieser Linsengruppen "Rücken an Rücken" aneinander – allerdings ohne durchschlagenden Erfolg. Diese frühen Konstruktionen wurden also als symmetrische Vierlinser ("Gauß-Typ 1./2. Art") ausgeführt. Die Gaußschen Doppelobjektive gehören damit grundsätzlich zur Gruppe der symmetrischen Achromate, da sie aus zwei nahezu spiegelbildlichen achromatischen Linsengruppen aufgebaut sind, zwischen denen die Blende angeordnet ist. Sphärische und chromatische Aberration waren hier gut korrigiert, nicht jedoch der Astigmatismus. Alvin Clarks Sohn Alvan Graham Clark meldete auf eine solche Doppel-Gauss-Konstruktion ein US-Patent an (Nr. 399,499). Ab 1890–1898 tauchten entsprechenden Objektive mit einer Lichtstärke von 1:35–1:8 als "Weitwinkelobjektive" kurzfristig im Katalog von Bausch & Lomb auf. Sie hielten sich hier jedoch nicht lang.

## Weiterentwicklungen

### Aristostigmat
Einige europäische Hersteller hatten mit dem Design mehr Glück. Insbesondere setzte das Görlitzer Unternehmen Hugo Meyer die Ende des 19. Jahrhunderts von Jenaer Glaswerk Schott neu entwickelten optischen Gläser ein. Damit konnte auch der Astigmatismus beseitigt werden. Das ansonsten der Grundkonstruktion weitgehend folgende Objektiv nannte Meyer Aristostigmat. Meyer erhielt ein Patent (Deutsches Reichspatent (D.R.P.) 125560 vom 6. Juni 1900) für diese sehr erfolgreiche Version eines Gaußschen Doppelobjektivs.
Moderne Gaußsche Doppelobjektive sind infolge des Einsatzes besserer Glassorten und/oder zusätzlicher Linsen meist anastigmatische Linsensysteme.

Oben Aufbau eines abgeleiteten Gaußschen Doppelobjektivs mit sechs statt vier Linsen (z. B. Meyer-Optik Doppel-Anastigmat); unten eine moderne unsymmetrische Ausführung

### Planar (sechslinsig)
Im Jahr 1896 wurde das von Paul Rudolph für Zeiss entwickelte Planar vorgestellt. Das Planar hat in der Grundform sechs Linsen in vier Gruppen. Meist hat man vorn zwei Sammellinsen, dann die beiden Streulinsen mit der Blende dazwischen, und dahinter zwei weitere Sammellinsen. Die inneren Sammellinsen sind in der Grundform mit den Streulinsen verkittet. Das Planar besitzt eine geringe Bildfeldwölbung, woraus sich der Name Planar ableitet. Weiterhin ist der Astigmatismus korrigiert.

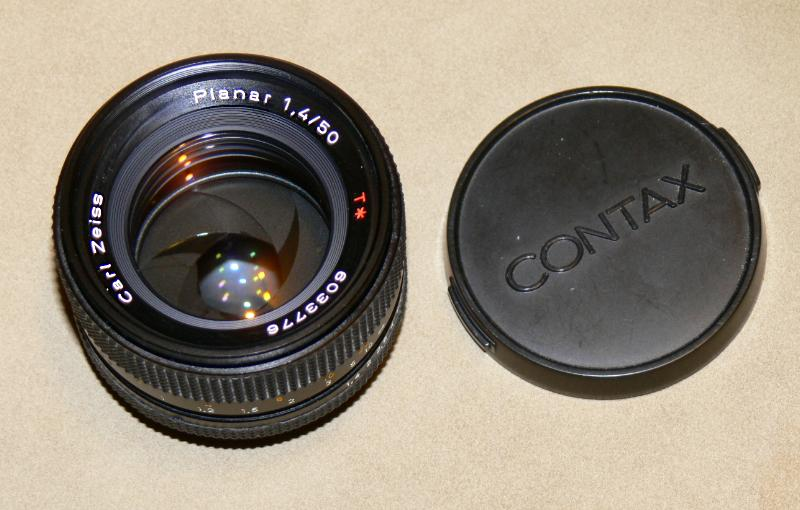
Zeiss Planar

Viele namhafte Kamerahersteller wie Hasselblad, Contax, Rollei und Linhof führen bzw. führten Planarobjektive in ihrem Objektivangebot. Die Grundkonstruktion des Planars erwies sich sehr leistungsfähig. In der Folge erschienen daher viele Varianten. Hierzu gehört das noch in den 1970er Jahren entwickelte Kleinbild-Planar 1:1,4/50 mm nach Glatzel Mittelformat.

### Varianten mit unsymmetrischem Linsenschema
Das Planar – und damit das symmetrische Gaußsche Doppelobjektiv – wurde auch zum Ausgangspunkt einer größeren Zahl weiterer Objektivtypen. 1920 ging H. W. Lee der Taylor-Hobson Company vom symmetrischen Aufbau ab und konstruierte ein f/2 Objektiv (Opic-lens). Diesem Ansatz folgend berechnete A. W. Tronnier 1925 das Schneider Xenon f/2 für Kleinbildfilm und 1927 W. Merte bei Zeiss das Biotar als f/2,50mm und f/1,4,25mm für 16mm Filmkameras. Weitere Beispiele sind das Summar, Summicron, Ultron und Pancolar.